# Аюми Морита
Аюми Морита (на японски: 森田 あゆみ, родена на 11 март 1990 г. в Ота, Гунма, Япония) е японска тенисистка.
В своята кариера е спечелила общо 11 титли от веригата на ITF – 8 на сингъл и 3 на двойки. Морита играе за отбора на Япония за Фед Къп и нейното съотношението победи–загуби е 22–13.

## Лични данни
Майка ѝ се казва Хироми и е бивша волейболистка; баща ѝ, на име Томохиро, е техник за електрическа компания; има брат, който се казва Казухиро. Морита започва да играе тенис на 7-годишна възраст заедно със семейството си. Любимият ѝ удар е форхенд; предпочита да играе на трева и твърда настилка. Обича да гледа филми и по-специално екшън, слуша рок музика, харесва голфа и шопинга. Почитателка е на Ай Сугияма и Жустин Енен. Целта ѝ е да спечели турнир от Големия шлем.

## Кариера
На 16 септември 2008 г. Морита побеждава световната No.19 Агнеш Савай с 6–7, 7–5, 6–4 на турнира Торай Пан Пасифик Оупън 2008.
През 2009 г. Морита преминава квалификациите на Ей Ес Би Класик 2011 и стига до четвъртфиналите в основната схема, но се отказва в мача си срещу Ан Кеотавонг. Тя играе в полуфиналите на Интернасионо дьо Страсбург 2009, където се оттегля в двубоя си срещу Луцие Храдецка. Полуфиналистка е и в турнира Гуанджоу Интернешънъл Уименс Оупън 2009, но там отстъпва на Алберта Брианти. 2009 г. е първият топ 100 сезон на японката.
През 2010 г. Морита стига до полуфиналите на Малайзиън Оупън 2010, но губи от Алиса Клейбанова. На Уимбълдън 2010 тя побеждава Тамарин Танасугарн в първи кръг, но в следващия е надиграна от Доминика Цибулкова със 7–6, 6–7, 5–7. През сезон 2010 печели и една ITF титла на сингъл с награден фонд $100 000 в Токио.

### 2011
Първият ѝ турнир за годината е Ей Ес Би Класик 2011. В първи кръг се изправя срещу румънката Симона Халеп и губи с 0–6, 6–7. Следващият ѝ турнир е Муриля Хобарт Интернешънъл 2011. Тя побеждава Акгул Аманмурадова с 3–6, 6–1, 7–6, но във втория си мач е отстранена от Бетани Матек-Сандс с 3–6, 1–6. Аюми играе на Аустрелиън Оупън 2011, където надиграва 27-ата поставена Александра Дюлгеру с 6–4, 6–4. Следва победа и над Каролин Гарсия отново с 6–4, 6–4 преди да бъде спряна от Шуай Пън в трети кръг с 1–6, 6–3, 3–6.
Морита преодолява квалификациите на Дубай Тенис Чемпиъншипс 2011, а в основната схема побеждава поставената под No.14 Петра Квитова със 7–6, 7–6, а след това постига успех и срещу Саня Мирза. В трети кръг обаче взема само гейм на световната номер 2 Каролине Возняцки, 1–6, 0–6.
На Ролан Гарос 2011 тя преминава първи кръг след победа в три сета над Кристина Младенович, но в следващия двубой отстъпва на Янина Викмайер. На Уимбълдън 2011 и US Open 2011 отпада в първи кръг.
В края на годината печели една ITF титла с награден фонд $100 000 в Тайпе, след като отстранява сънародничката си Кимико Дате Крум във финалния мач с 6–2, 6–2.

### 2012
През сезона Морита стига два четвъртфинала – на Малайзиън Оупън 2012 и Интернасионо дьо Страсбург 2012. В първия турнир от Големия шлем, Аустрелиън Оупън 2012, Аюми губи в първи кръг от Петра Цетковска с 6–3, 1–6, 5–7. В останалите 3 състезания от Големия шлем — Ролан Гарос 2012, Уимбълдън 2012 и US Open 2012, Морита отпада във втори кръг.

### 2013
На Аустрелиън Оупън 2013 Морита стига трети кръг след победи в два сета срещу Анна Татишвили и Аника Бек, но е спряна от Серина Уилямс.
Японката побеждава Ана Иванович в първи кръг на Патая Оупън 2013 с 6–3, 5–7, 6–3, а след това надиграва и Кимико Дате Крум в три сета. В четвъртфиналната фаза е отстранена от Нина Братчикова с 1–6, 6–3, 1–6. Морита стига до полуфиналната фаза на Малайзиън Оупън 2013, където отстъпва с 0–6, 2–6 на евентуалната шампионка Каролина Плишкова.
През април Морита записва нов четвъртфинал, този път в Монтерей Оупън 2013. Спряна е от Анжелик Кербер с 2–6, 1–6. На Интернационали БНЛ д'Италия 2013 японката побеждава Сорана Кърстя и Урсула Радванска, преди да се откаже в мача си от трети кръг срещу Виктория Азаренка.
Морита отпада в първи кръг на Ролан Гарос 2013 и Уимбълдън 2013.

## Финали на турнири отWTA Тур

### Двойки: 2 (0–2)
| Легенда                            |
| ---------------------------------- |
| Турнири от Големия шлем (0–0)      |
| Шампионат на WTA Тур (0–0)         |
| Задължителни Висши & Висши 5 (0–0) |
| Висши (0–0)                        |
| Международни (0–2)                 |

| Финали по настилка |
| ------------------ |
| Твърда (0–2)       |
| Трева (0–0)        |
| Клей (0–0)         |
| Мокет (0–0)        |

| Изход      | No. | Дата              | Турнир                                      | Настилка | Партньор        | Опоненти                     | Резултат         |
| ---------- | --- | ----------------- | ------------------------------------------- | -------- | --------------- | ---------------------------- | ---------------- |
| Финалистка | 1.  | 7 октомври 2007   | Банкок Оупън, Банкок, Тайланд               | Твърда   | Дзюнри Намигата | Сун Тянтян Ян Цзи            | w/o              |
| Финалистка | 2.  | 29 септември 2008 | Открито първенство на Япония, Токио, Япония | Твърда   | Айко Накамура   | Джил Крейбъс Марина Еракович | 6–4, 5–7, [6–10] |